# Temporada 1961 del Campeonato de España de Rally
La temporada 1961 fue la edición 5.ª del Campeonato de España de Rally. El calendario contaba con al menos tres pruebas.

## Calendario
- Calendario incompleto.

| N.º | Fecha         | Rally                                | Superficie     |
| --- | ------------- | ------------------------------------ | -------------- |
| 1   | 4-5 de marzo  | 3.º Rallye de Alicante               |                |
| 2   | 10-13 de mayo | 9.º Rally Nacional-3.º Internacional | Asfalto/tierra |
| 3   | 9-11 de junio | 5.º Rally Cataluña                   |                |

## Resultados
- Resultados incompletos.

| Pos. | Piloto                | ALI | ESP | CAT | Ptos. |
| ---- | --------------------- | --- | --- | --- | ----- |
| 1.   | Juan Fernández García |     | 1   | 1   |       |
|      | Jaime Juncosa         | 3   | 12  | 9   |       |
|      | Jesús Saiz            |     | 2   | 10  |       |
|      | Felipe Casasús        | 1   |     |     |       |
|      | Estanislao Reverter   |     | 3   |     |       |
|      | Ignacio Baixeras      | 7   | 5   | 7   |       |
|      | Pablo Menzel          |     | 10  | 4   |       |
|      | José Valls            |     |     | 2   |       |
|      | Víctor Sagi           | 5   |     |     |       |
|      | Gerardo de Andrés     |     |     | 8   |       |
|      | Jaime Palau           |     | 9   |     |       |
|      | Luciano Eliakin       |     | 11  |     |       |